# Vicente Madrigal
Vicente Madrigal (Ligao, 5 april 1880 - 6 juni 1972) was een Filipijns zakenman en politicus.

## Biografie

### Vroege levensloop en opleiding
Vicente Madrigal werd geboren in Ligao, Albay als enige zoon van José Maria Madrigal en Macaria López. Vicente had een oudere zus, Carmen en een jongere zus, Rosario. Na zijn lagere schoolopleiding op de lokale parochieschool vertrok het hele gezin naar Manilla, omdat Vicente, volgens vader José Maria, alleen daar een goede opleiding zou kunnen volgen. Hij studeerde samen met onder andere Sergio Osmeña en Manuel Quezon aan het Colegio de San Juan de Letran, waar hij opviel door zijn fotografische geheugen en uitmuntende cijfers. Na zijn afstuderen in 1894 begon hij net als Osmeña en Quezon een studie rechten aan de University of Santo Tomas. Omdat hij eerst een jaar lang voorbereidende vakken diende te volgen, was hij bij de uitbraak van de Filipijnse revolutie in 1896 bezig aan zijn tweede jaar van zijn studie rechten. In tegenstelling tot sommige van zijn jaargenoten, zoals Emilio Jacinto en Flaviano Yengko sloot Madrigal zich niet aan bij de opstand, maar wilde hij vooral zo snel mogelijk afstuderen. Nadat Manilla halverwege 1897 weer veilig was verklaard door de Spaanse autoriteiten, vervolgde Madrigal zijn studie aan de UST. In de zomer van 1898 keerde hij voor een vakantie terug naar zijn geboorteprovincie Albay. Kort daarop brak de Spaans-Amerikaanse Oorlog uit. Manilla werd snel veroverd door een Amerikaanse vloot onder leiding van admiraal George Dewey, maar door het begin van de Filipijns-Amerikaanse Oorlog in februari van 1899 moest Madrigal noodgedwongen langere tijd in Albay blijven. Hij werkte in die tijd voor zijn ooms als handelaar in manillahennep. Kort voor de zomer van 1899 keerde hij terug in Manilla, waar hij zich inschreef voor zijn laatste jaar rechten, maar kort daarop brak hij zijn studie af en ging werken.

### Een eigen bedrijf
Madrigal begon zijn carrière als werknemer bij het Britse bedrijf J.C. Donaldson-Sim, een import- en exportbedrijf dat onder andere handelde in kolen en manillahennep. In eerste instantie werkte hij er als dagloner, maar al gauw kwam hij in vaste dienst. De economie trok na de machtsovername door de Amerikanen en het einde van de strijd rond Manilla flink aan, waardoor de behoefte aan kolen sterk toenam. Madrigal zag hierop kansen om voor zichzelf te beginnen. Probleem daarbij was echter om een startkapitaal te vergaren, want geen een enkele bank wilde het risico lopen om hem geld te lenen. Wel vond hij twee partners, waarmee hij samen een bedrijf wilde beginnen. Uiteindelijk lukte het hem om een bank zo ver te krijgen hem 10.000 peso te lenen. Het bedrijf werd zoals Madrigal al had verwacht een succes. Op persoonlijk vlak werd hij echter getroffen door groot drama, toen in 1905 kort na elkaar zijn oudste zus en zijn moeder overleden. Een jaar later overleed bovendien zijn vader.

### Alleen verder
In 1912 kocht Madrigal zijn partners uit en ging in zijn eentje verder onder de naam Madrigal & Co. Hij had grootste plannen en wilde geen partners meer die hem alleen afremden. Halverwege 1914 kocht hij zijn eerste schip, een vrachtschip van 4000 ton. Hij zond het schip naar Hongkong voor een opknapbeurt en hernoemde het naar S.S. Rio Pasig. Kort daarop volgden nog twee schepen, de S.S. Susana en de S.S. Don José. Kort voor kerst 1914 vertrok de Rio Pasig voor zijn eerste tocht over de Grote Oceaan naar Seattle in de Verenigde Staten. Het was eerste schip op deze route met een volledig Filipijnse bemanning en betekende derhalve een mijlpaal in de geschiedenis van de Filipijnse scheepvaart. In 1916 zou het schip na reeds diverse keren de Grote Oceaan te zijn overgestoken, spoorloos verdwijnen. Het economische verlies van de Rio Pasig werd echter al ruimschoots goedgemaakt door de opbrengsten die haar lading had opgebracht. Kort daarop verkocht hij, tegen einde van 1916, de S.S. Susana voor 2 miljoen peso. Hoewel hij de Susana moest vervangen door een nieuw schip, verdiende hij met deze transactie een miljoen. In 1917 was Madrigal al multimiljonair. Het geld dat de Madrigals verdienden werd door Susana Madrigal geïnvesteerd in onroerend goed in Manilla en omstreken. Op den duur liepen ook deze zaken dermate goed dat hiervoor Susana Realty Co. werd opgericht en Susana stopte met haar werk als kleermaakster.
Nog voor uitbraak van de Tweede Wereldoorlog vergaarde hij een 11.000 hectare grote haciënda in Canlubang, Laguna. Vlak voor de oorlog liet hij zich door Quezon overhalen om zich toch verkiesbaar te stellen. Hij werd in 1941 gekozen in de Filipijnse Senaat. Kort daarop vielen de Japanners de Filipijnen binnen en diende hij in het kabinet van Jose Laurel. In die periode breidde hij zijn zakenimperium uit de kranten People's Press: Debate, Mabuhay, Philippine Herald en Monday Mail.
Na de oorlog werd hij samen met andere collaborateurs gearresteerd en korte tijd gevangengezet. Enige tijd later verleende president Roxas hen en alle andere collaborateurs algehele amnestie. De jaren daarna bouwde hij zijn imperium verder uit. Hij leidde veerdiensten en olieraffinaderijen in Manilla en Cebu, had onder andere een goudmijn in Mabate, een cementfabriek in Rizal, een katoenfabriek in Tondo. Ook kochten hij en zijn vrouw grote stukken grond rond Manilla en op diverse ander locaties in de Filipijnen.

## Persoonlijk leven
Madrigal was getrouwd met Susana Paterno en kreeg zeven kinderen. Zijn dochter Pacita Madrigal-Gonzales en zijn kleindochter Jamby Madrigal werden net als hij gekozen in de Filipijnse Senaat.

## Bron
- Carlos Quirino, Philippine Tycoon, The Biography of an Industrialist, Madrigal Memorial Foundation, Manilla (1987)

- Gemeinsame Normdatei: 1037360400
- International Standard Name Identifier: 0000 0000 3071 2499
- Library of Congress Control Number: n87851909
- Nationale Bibliotheek van Israël: 987007274142905171
- Virtual International Authority File: 26127331
- WorldCat: E39PBJkhHVJBhTRwdtkRMpV9jC